# Franska Guyanas flagga
Franska Guyanas flagga  är den franska flaggan, eftersom departementet Franska Guyana är en del av Frankrikes utomeuropeiska områden.

## Andra flaggor
Ingen av dessa flaggor har officiell status, även om departementsrådet den 29 januari 2010 började använda flaggan för att representera Franska Guyana. Detta erkändes inte av det överordnade regionrådet. Båda råden upplöstes i slutet av 2015 och ersattes av Franska Guyanas församling.

Vanligt använd men inte officiell flagga för Franska Guyana. Används av ICU och WT för att representera Franska Guyana.
Flagga för Franska Guyanas självständighetsrörelse